# Nicholas White (Australisch wielrenner)
Nicholas White (6 september 1997) is een wielrenner uit Australië. Sinds 2019 komt hij uit voor Team BridgeLane.

## Palmares
2019
 Australisch kampioen op de weg, U23
3e etappe Ronde van Taiwan
2020
3e etappe Ronde van Taiwan
Eindklassement Ronde van Taiwan